# Jasienów Polny
Jasienów Polny (ukr. Ясенів-Пільний) – wieś na Ukrainie, w rejonie horodeńskim obwodu iwanofrankiwskiego.
Znajduje się tu przystanek kolejowy Jasieniów Polny, położona na linii Kołomyja – Stefaneszty. W okresie międzywojennym była to polska stacja graniczna na granicy z Rumunią.
W II Rzeczypospolitej wieś  w powiecie horodeńskim województwa stanisławowskiego. We wsi stacjonowała placówka Straży Celnej „Jasieniów Polny”, a potem placówka Straży Granicznej I linii „Jasieniów Polny”. 
24 lutego 1945 nacjonaliści ukraińscy z OUN-UPA zamordowali tutaj 7 Polaków, w tym działacza społecznego Kajetana Wartanowicza (z pochodzenia Ormianina), grabiąc i paląc polskie zagrody.